# Великоченчерське сільське поселення
Великоченче́рське сільське поселення (рос. Большеченчерское сельское поселение) — муніципальне утворення у складі Казанського району Тюменської області, Росія.
Адміністративний центр — село Велика Ченчер.

## Історія
3 листопада 1923 року були утворені Великоченчерська сільська рада та Новопокровська сільська рада. 15 вересня 1926 року Великоченчерська сільрада перейменована в Ченчерську сільську раду. 14 серпня 1944 року Новопокровська та Ченчерська сільради об'єднані в Великоченчерську.
2004 року Великоченчерська сільська рада перетворена в Великоченчерське сільське поселення.

## Населення
Населення — 676 осіб (2020; 734 у 2018, 873 у 2010, 1011 у 2002).

## Склад
До складу поселення входять такі населені пункти:
| Населений пункт        | Населення, осіб (2002) | Населення, осіб (2010) |
| ---------------------- | ---------------------- | ---------------------- |
| Велика Ченчер, село    | 496                    | 427                    |
| Вознесенка, село       | 130                    | 76                     |
| Мала Ченчер, присілок  | 273                    | 290                    |
| Новопокровка, присілок | 112                    | 80                     |